# Comunhão Tradicionalista
A Comunhão Tradicionalista (em castelhano: Comunión Tradicionalista, CT; em basco: Elkarte Tradizionalista, em catalão: Comunió Tradicionalista) foi um dos nomes adotados pelo movimento Carlista como força política desde 1869.

## História
Em Outubro de 1931, o pretendente Carlista ao trono espanhol, o Duque de Madrid, faleceu. Ele foi sucedido pelo pretendente de 82 anos, Afonso Carlos de Bourbon, reunindo sob seu comando os integralistas liderados por Olazábal e os "Melistas". Eles representavam um nacionalismo Espanhol regional com uma identificação entrincheirada entre a Espanha e o Catolicismo. A cena Carlista radicalizada que se seguiu ofuscou os "Jaimistas" com uma inclinação Basca. O Estatuto Basco (-Navarro) fracassou devido a divergências sobre a centralidade do Catolicismo em 1932, com o novo partido Carlista, a Comunión Tradicionalista, optando por um confronto aberto com a República. A República estabeleceu uma abordagem laica do regime, uma divisão entre Igreja e Estado, bem como a liberdade religiosa, como a França fez em 1905, uma abordagem que os tradicionalistas não toleravam.
A Comunión Tradicionalista (1932) mostrou uma posição ultracatólica e anti-secular, e conspirou para um golpe militar, ao mesmo tempo que adoptava visões apocalípticas de extrema-direita e falava de um confronto final com uma aliança de supostas forças anticristãs.
A Revolução de Outubro de 1934 custou a vida do deputado Carlista Marcelino Oreja Elósegui, com Manuel Fal Condé a assumir o lugar dos jovens carlistas que se agrupavam em torno da AET (Jaime del Burgo e Mario Ozcoidi) na sua busca para derrubar a República. Os Carlistas começaram a preparar-se para um confronto armado definitivo com a República e os seus diferentes grupos de esquerda. Das Decurias defensivas iniciais de Navarra (implantadas em sedes do partido e igrejas), o Requeté tornou-se num forte e bem treinado grupo paramilitar em Espanha quando Manuel Fal Condé assumiu o poder. Contava com 30 000 boinas vermelhas (8 000 em Navarra e 22 000 na Andaluzia). 
Quando a Guerra Civil Espanhola eclodiu em 1936, após a eleição de uma coaligação de partidos socialistas, comunistas e anarquistas, a Comunhão Tradicionalista aliou-se aos Nacionalistas Espanhóis, apesar das diferenças ideológicas com os Falangistas, por compartilhar o Catolicismo e a repressão sob a República. Procurando unificar todas as Forças Nacionalistas, o General Francisco Franco anunciou que todos os partidos políticos, exceto FET y de las JONS, foram dissolvidos, e a Comunhão Tradicionalista deixou de existir.

## Ideologia
O Carlismo é uma ideologia reacionária, monarquista e extremamente católica. Desenvolveu-se depois que o Rei Filipe V alterou as leis de sucessão, o que significava que Dom Carlos não seria mais o próximo rei. Os seus principais princípios são "Deus, Pátria e Rei", e deu origem a muitos outros partidos políticos, sendo o mais notável o Partido Carlista de Euskal Herria, formado como um partido clandestino durante o governo fascista e que concorreu às eleições após a democratização da Espanha.

## Legado
O Carlismo permaneceu um movimento disperso até ao fim da ditadura. Embora uma fração do movimento apoiasse ativamente o regime Franquista, a maioria dos Carlistas foi forçada a passar à clandestinidade.
A Comunhão Tradicionalista foi reorganizada durante as décadas de 1950 e 1960, numa situação de ilegalidade e proibição imposta na Espanha Franquista às organizações universitárias e operárias do Carlismo não integradas (Grupo de Estudantes Tradicionalistas, AET na universidade; Movimento Operário Tradicionalista, MOT) no único partido oficial franquista, com o apoio do príncipe Carlos Hugo, Duque de Parma.
Em 1971, o Partido Carlista foi oficialmente estabelecido por um Congresso do Povo Carlista em Arbonne, no qual adotou um programa para a mudança ideológica do carlismo para o socialismo autogestionário e a conversão do movimento Carlista em um partido federal e democrático das massas em uma base de classe que aspirava a um pacto entre a dinastia e o povo para uma monarquia socialista.
A virada socialista ao Duque Carlos Hugo e ao seu filho, o Príncipe Carlos, Duque de Parma, foi rejeitada pelas facções mais à direita do Carlismo, sob a liderança do Príncipe Sisto Henrique de Bourbon-Parma, que restabeleceu a Comunhão Tradicionalista em 1975. Em 1986, a Comunhão, juntamente com outros dois Partidos Carlistas de direita, estabeleceu a Comunhão Tradicional Carlista, um partido político que promove a versão tradicional do Carlismo, baseada no integralismo, no formalismo e no reacionismo.